# Bloody Vivaldi
Bloody Vivaldi é o 3o EP, e 5o álbum, da discografia da premiada guitarrista virtuose inglesa The Great Kat.

## Faixas
1. "Vivaldi's 'The Four Seasons' for Violin, Chamber Orchestra & Band"
2. "Torture Chamber"
3. "BLOOD"
4. "Sarasate's 'Carmen Fantasy' for Violin & Band"

## Prêmios e Indicações
- 2011 - #6 da lista "The Bloodiest Album Covers of All Time" - Ugo.com[2]
- 2011 - #66 da lista "200 Embarrassingly Album Covers" - The Merciless Book of Metal Lists[3]
- 2011 - "Our 14 Favourite Bloody Album Covers" - Houston Press[4]